# Coptomia laevis
Coptomia laevis är en skalbaggsart som beskrevs av Waterhouse 1879. Coptomia laevis ingår i släktet Coptomia och familjen Cetoniidae. Inga underarter finns listade i Catalogue of Life.